# Ebba Busch

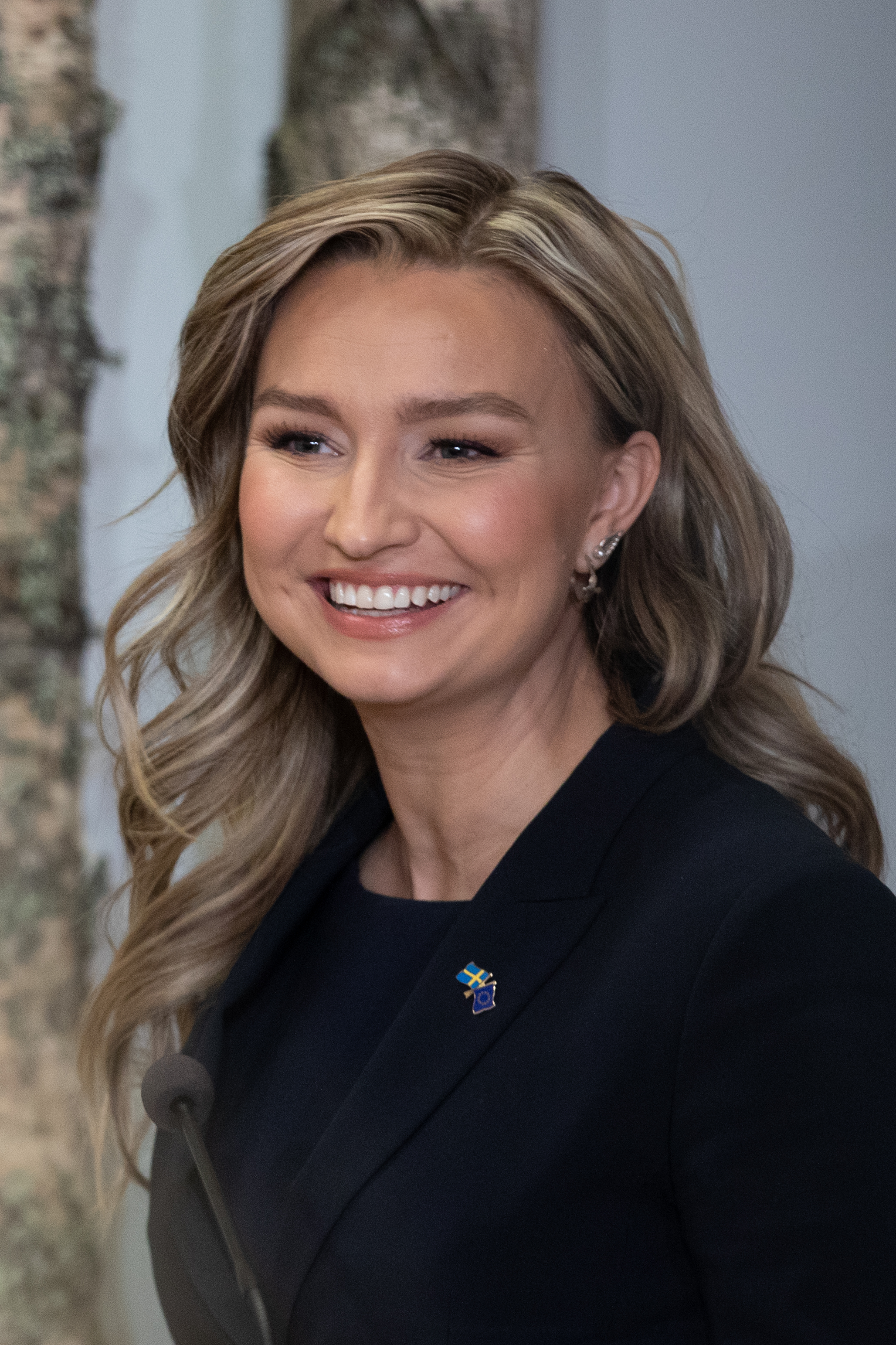
Ebba Busch, 2022

Ebba Busch (* 11. Februar 1987 in Uppsala), bis 2020 Ebba Busch Thor, ist eine schwedische christdemokratische Politikerin. 
Seit dem 18. Oktober 2022 ist sie Stellvertretende Ministerpräsidentin Schwedens sowie Energie- und Wirtschaftsministerin in der Regierung Kristersson.
Seit dem 25. April 2015 ist sie Parteivorsitzende der Christdemokraten. Seit 2022 ist Ebba außerdem die Ministerin für Energie, Wirtschaft und Industrie.

## Biografie
Ebba Busch wuchs in der Ortschaft Gunsta (Gemeinde Uppsala) auf. Durch ihren Vater hat sie auch die norwegische Staatsangehörigkeit. Sie hat Internationale Friedens- und Konfliktforschung an der Universität Uppsala studiert. Bis 2010 war sie als Public-Relations-Beraterin tätig. Sie war mit dem Fußballspieler Niklas Thor verheiratet und hat zwei Kinder. Ende 2019 wurde bekannt gegeben, dass das Paar die Scheidung eingereicht hatte.

## Politische Laufbahn
2010 bekam Ebba Busch eine Halbtagsstelle als Gemeinderätin in Uppsala. Im September 2013 wurde sie in den Parteivorstand der Christdemokraten gewählt. Bei den Wahlen zum Europaparlament im Jahr 2014 wurde sie zur Stellvertreterin des Abgeordneten Lars Adaktusson gewählt. Ebenfalls 2014 wurde sie in die Gemeindevertretung von Uppsala gewählt. Am 25. April 2015 wurde sie als Nachfolgerin von Göran Hägglund in das Amt der Parteivorsitzenden gewählt. In der Regierung Kristersson ist sie seit 18. Oktober 2022 Stellvertretende Ministerpräsidentin Schwedens sowie Ministerin für Energie, Wirtschaft und Industrie.

## Politische Positionierung

### Senioren, Minderung der Bürokratie und Steuersenkungen
Ebba Buschs Hauptthemen sind Senioren, Minderung der Bürokratie und Steuersenkungen. Insbesondere greift sie die Frage der Grenzziehung zwischen dem Einfluss der Politik und dem Bestimmungsrecht des Einzelnen auf. In Abtreibungsfragen hat sie das Problem der Abtreibung lebender Föten diskutiert. In einer Debatte in Uppsala im Jahr 2009 sagte sie: „Es fällt mir ungeheuer schwer, Abtreibung als ein Menschenrecht zu betrachten“. 2015 betonte sie jedoch, dass sie hinter den schwedischen Regelungen zur Abtreibung stehe. Im Gegensatz zur offiziellen Parteilinie ist sie für das Adoptionsrecht von Alleinstehenden sowie gleichgeschlechtlichen Paaren.

### Energie
Als Ministerin für Energie, Wirtschaft und Industrie äußerte sich Busch „verärgert“ über den deutschen Atomausstieg, der aufgrund der sogenannten englisch Flow-based market coupling (FBMC) ‚Flussbasierte Marktkopplung‘ Auswirkungen auf die Energiepreise in Schweden hatte. Darüber hinaus unterstützt Busch eine Initiative zur Aufhebung des Verbots der Uranexploration und Kernbrennstoffgewinnung (siehe auch Uranwirtschaft) in Schweden. Das Verbot gilt seit 2018. Experten schätzen, dass Schweden über genügend Uran (Triuranoctoxid) verfügt, um den eigenen Bedarf für die nächsten 300 Jahre zu decken.